# Бажовице
Бажовице (польск. Barzowice, до 1945 нем. Barzwitz- Барцвиц) — деревня в Польше, гмина Дарлово Западно-Поморское воеводство. В деревне действующий католический костёл Св. Франциска Ассизского, до 1945 года бывший лютеранской кирхой. Первым лютеранским пастером, принесшим в начале 16 века протестантизм в деревню считается Якоб Кюттнер. Одним из пастеров был Фридрих Майнхоф — отец Карла Майнхофа, выдающегося немецкого африканиста и Иоганна Майнхофа — деда Ульрики Майнхоф.

## Список лютеранских пасторов
1. Якоб Кюттнер (Jacob Küttner)
2. Пауль Вегман (Paul Wiegmann), 1560—1611
3. Маттеус Теце (Matthäus Tietze (Titius), 1611—1636
4. Иоганн Бойе (Johann Boye), 1636—1676
5. Филип Палов (Philipp Palow), 1668—1690
6. Иоганн Рот (Johannes Roth), 1690—1692
7. Иоахим Андреас Вагнер (Joachim Andreas Wagner), 1692—1711
8. Николаус Габриэль Полеман (Nikolaus Gabriel Polemann), 1713—1731
9. Якоб Готлиб Майер (Jakob Gottlieb Meyer), 1732—1740
10. Иоганн Христиан Бём (Johann Christian Böhm), 1741—1742
11. Иоганн Готфрид Леунен (Johann Gottfried Laeunen), 1743—1777
12. Георг Фридрих Андре (Georg Friedrich Andreä), 1777—1804
13. Самуэль Христиан Дрист (Samuel Christian Dreist), 1805—1839
14. Фридрих Майнхоф (Friedrich Meinhof), 1842—1881
15. Эрнст Фридрих Роберт Шёнберг (Ernst Friedrich Robert Schönberg), 1882—1901
16. Конрад Коб (Konrad Kob), 1902—1927
17. Герберт Плеш (Herbert Plesch), 1927—1936
18. Франц Биркен (Franz Birken), 1936—1945

## Известные уроженцы
- Майнхоф, Карл (1857—1944) — немецкий языковед-африканист.